# Когда цвели тыквы
«Когда цвели тыквы»  (серб. Кад су цветале тикве / Kad su cvetale tikve) — первый роман югославского сербского писателя Драгослава Михайловича, опубликованный в 1968 году. Занимает важное место в сербской литературе и культуре XX века. На момент публикации роман вызвал яркую негативную реакцию со стороны властей СФРЮ, так как затрагивал тему политических репрессий. Спектакль, поставленный по роману, был запрещен, сам автор утверждает, что запретил его лично Иосип Броз Тито. Сегодня роман «Когда цвели тыквы» рекомендован для изучения в средней школе в Сербии и переведен на тринадцать языков, в том числе на английский и французский, однако не на русский.

## Сюжет
Действие романа происходит в послевоенной Югославии. Люба Сретенович – ребенок из бедного пригорода Белграда. Он лишился девственности во время войны, когда местный хулиган Столе Апаш устроил групповое изнасилование официантки, которая отдавалась нацистским солдатам за еду. Пристрастившийся в детстве к дракам Люба занимается боксом и становится чемпионом Сербии в средней категории, за что и получает прозвище «Чемпион». В его семье возникают проблемы, когда тайная полиция Югославии -  ОЗНА (сербохорв. Odeljenje za zaštitu naroda, - Отделение защиты народа) - обнаруживает, что его отец и брат слушают запрещенное в то время пропагандистское советское "Радио Москва". Люба вступает в конфликт с главой местного отделения ОЗНА и президентом клуба, за который он играет - Перишичем, и переходит из его клуба в "Красную Звезду" (серб. "Црвена звезда"). Перишич мстит Любе, натравливая на него военкомат, и Любу отправляют служить в армию на 3 года далеко от дома.
Перед уходом в армию Люба поссорился из-за своей девушки со своим знакомым Столе Апашом. Пока Люба был в армии, Столе изнасиловал сестру Любы, и она покончила с собой. Люба берёт отпуск и едет к родителям, где застаёт свою мать в глубокой депрессии. Он уговаривает отца поместить её в клинику. Он возвращается в армию, где скоро к нему приходит телеграмма о смерти матери.
Теперь у Любы остаётся лишь одна цель - отомстить Столе. Он подделывает отпуск из армии, подкупив дежурного офицера, и находит Столе в санатории для лёгочных заболеваний, где он лечится от туберкулёза. Столе оказался там после драки с милиционером, с которым у него были личные счёты. Люба ночью встречает Столе с девушкой и вступает с ним в поединок. Завязывается драка, в которой Столе упоминает о том, что "туберкулёзники умирают летом, когда цветут тыквы, а сейчас же далеко не лето...", как бы испытывая Любу и пытаясь его запугать. В конце Люба наносит Столе свой хорошо отработанный секретный удар близко к сердцу, который может убить человека. Он оставляет его лежать на земле и уходит.
Люба возвращается в Белград. К нему приходят двое милиционеров, которые заявляют, что Столе умер и допрашивают Любу. Он отвергает подозрения, поскольку у него есть алиби. Через некоторое время к нему приезжает мать Столе. Она спрашивает Любу, убил ли он Столе. Она рассказывает "классическую историю родителей хулигана" о том, что в детстве Столе был очень хорошим, но его развратило общество. Она говорит Любе, что желает ему счастья, жениться и родить только одного ребенка, который не закончит так же, как ее сын. Это переламывает Любу, и он, не находя себе места, перебегает границу и переселяется в Швецию, где женится на Инге, женщине с одной короткой ногой и внебрачным сыном.
Люба работает на заводе и тренирует беженцев и рабочих боксу. Он говорит, что к нему часто обращаются журналисты с просьбой выступить против режима Тито, но он их прогоняет. И в эмиграции он не находит себе места, а его последней надеждой остаётся то, чтобы в Югославии началась война, его призвали в армию, где он смог бы найти себя на родине и смог вернуться к своему брату.

## Критика
Критик Марко Недич характеризует роман «Когда цвели тыквы» как «очень сложный как по основному содержательному пласту сюжета романа и его смыслу, так и по трактовке действий главного героя и его персонажа, а также по ключевым моментам мотивации текста» В романе заметны несколько важных элементов его структуры, которые связаны между собой. Одни из них - повествование от первого лица и особая роль языка, на котором говорит главный герой.  Одним из наиболее важных моментов, безусловно, является повествовательная перспектива, с которой объявляется судьба Любы "Чемпиона" . В контексте очень важно, что главный герой и вымышленный рассказчик на протяжении всего рассказа обращается к своим невидимым слушателям и пассивным собеседникам.

## Внешние ссылки
- Электронная версия на Scribd
- Роман Драгослава Михайловича «Когда цвели тыквы» в контексте сербской прозы 60-70-х годов XX века.
- Резолюция Иосипа Броза о "Тыквах" ("Вечерние новости", 1 декабря 2016 г.)